# Acacia Avenue
Acacia Avenue é um cliché na cultura britânica, uma metáfora para uma rua de classe média suburbana.
Há pelo menos sessenta Acacia Avenue na Grã-Bretanha, nove delas na Grande Londres.